# Gran Hotel de la Independencia
El Gran Hotel de la Independencia (en francés: Grand Hôtel de L'Independance u Hotel GHI), anteriormente el Hotel de France, es un hotel en el centro de Conakri, la capitaldel país africano de Guinea. El hotel fue inaugurado en 1954 como el Hotel de France, con un diseño modernista de la época. Su nombre se cambió el Grand Hotel de L'Independance cuando Guinea obtuvo la independencia en 1958. El hotel fue completamente renovado en 1996, y opera bajo la administración de Novotel hasta 2013. El hotel fue construido en el período colonial francés en 1953 - 1954 como el primer proyecto del Atelier LWD, con arquitectos de Guy Lagneau, Michel Weill y Jean Dimitrijevic.